# Prise d'Alzeau
La prise d'Alzeau (ou d'Alzau) située sur la commune d'Arfons, dans le Tarn, constitue le point de départ de la rigole de la Montagne qui alimente ensuite le canal du Midi. Elle se trouve à la limite avec le département de l'Aude, et est accessible par la commune de  Lacombe.

## Histoire
La prise d'Alzeau est le point de départ de la rigole de la montagne, qui alimente en eau le canal du Midi via la rigole de la plaine. Ce « canal des Deux Mers » est réalisé entre 1667 et 1682, selon les plans de Pierre-Paul Riquet. Afin de démontrer que la prise d'Alzeau permettra d'alimenter correctement le canal, ce dernier a fait construire une rigole d'essai, la chaussée de Coudières. 
La prise d'Alzeau se trouve à une altitude de 680 m, dans la montagne Noire. On trouve sur place la maison du gardien et une stèle commémorative de 1837 du duc de Caraman, descendant de Pierre-Paul Riquet. 

La prise d'Alzeau et l'ensemble des constructions du site sont classés au titre de monument historique depuis le 24 avril 1998. Ils sont aussi inscrits au patrimoine mondial de l'UNESCO, à travers le canal du Midi.

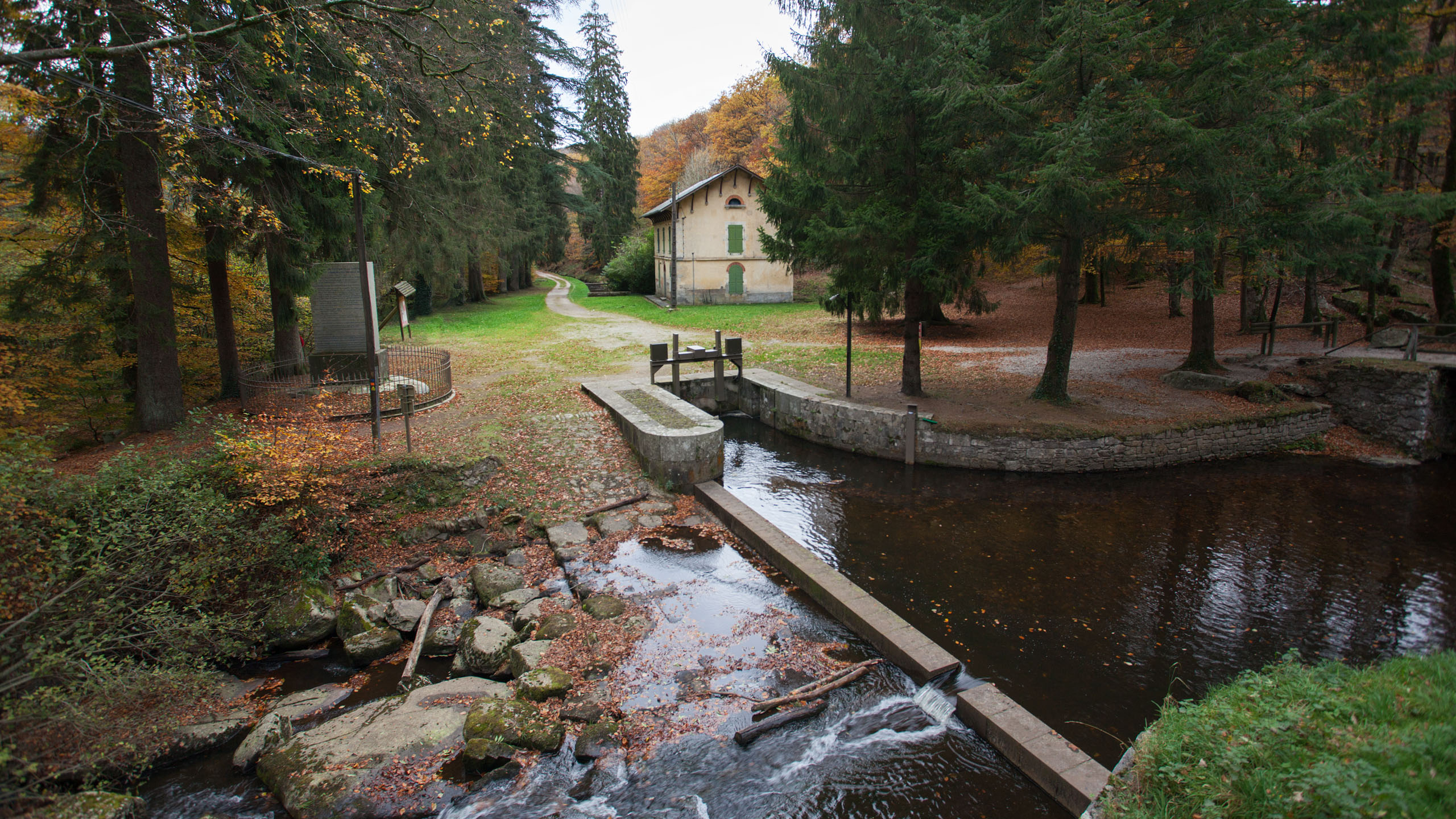
La prise et la maison du gardien
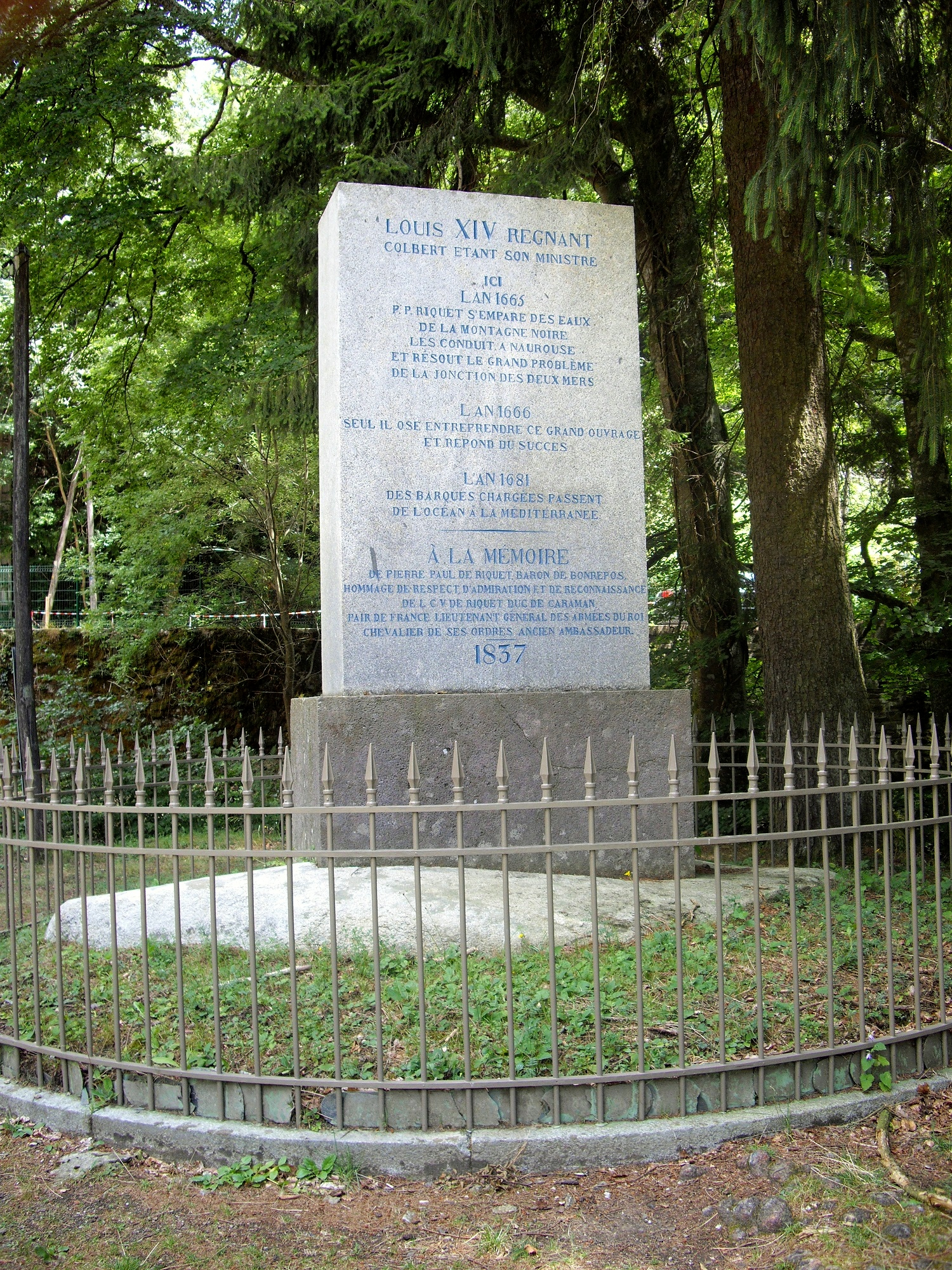
La stèle commémorative